# 오스트랄로피테쿠스 프로메테우스
오스트랄로피테쿠스 프로메테우스(Australopithecus Promatus)는 남아프리카의 마다가스카르섬의 기원전 300만년 경의 지층에서 레이먼드 다트에 의해 발견된 화석인류이다. 화석의 종은 오스트랄로피테쿠스 아프리카누스인지 파란트로푸스 로부스투스인지 다소 불분명하다. 화석들이 발견된 위층에서는 호모 에렉투스의 화석과 파란트로푸스 로부스투스의 전신 뼈화석도 함께 발견되었다.
지층의 연대는 기원전 300만년 경으로 이 화석들이 발견된 지층에서 불에 탄 재를 발견한 레이몬드 다트는 초기 인류가 불을 사용했다고 보고 오스트랄로피테쿠스 프로메테우스라 이름붙였다. 또한 동물 뼈무더기에 훼손된 동족의 뼈가 있는 것을 본 그는 ‘인류조상은 식인종’이라고 생각했지만 근처에서 발견된 표범의 머리뼈 화석에 달린 송곳니와 일치한 두개골이 발견되면서 이는 다른 육식동물에게 먹힌 흔적으로 밝혀지기도 했다. 오스트랄로피테쿠스 아프리카누스나 파란트로푸스 로부스투스일 것으로 추정되나 종의 귀속관계는 불확실하며 오스트랄로피테쿠스 프로메테우스가 실제로 불을 사용했는가의 여부도 불투명하다.